# Astragalus elatus
Astragalus elatus es una especie de planta del género Astragalus, de la familia de las leguminosas, orden Fabales.

## Distribución
Astragalus elatus se distribuye por Turquía.

## Taxonomía
Fue descrita científicamente por Boiss. & Bal. Fue publicado en Diagnoses Plantarum Orientalium 2, 6: 57 (1859).
Sinonimia
- Astragalus alidaghensis Kuntze
Astragalus karasarensis D. Podlech